# Piazza Armerina
Piazza Armerina – miejscowość i gmina we Włoszech, w regionie Sycylia, w prowincji Enna.
Według danych na rok 2004 gminę zamieszkiwało 21 040 osób, 69,7 os./km².